# Хуалун-Хуейський автономний повіт
36°05′54″ пн. ш. 102°15′43″ сх. д. / 36.09823° пн. ш. 102.26196° сх. д.
Хуалун-Хуейський автономний повіт (кит. 化隆回族自治县, пін. Huàlóng Huízú Zìzhìxiàn) — один із повітів КНР у складі префектури Хайдун, провінція Цинхай. Адміністративний центр — містечко Баянь.

## Географія
Хуалун-Хуейський автономний повіт лежить на висоті близько 2800 метрів над рівнем моря у верхній течії Хуанхе.

### Клімат
Повіт знаходиться у зоні, котра характеризується континентальним субарктичним кліматом. Найтепліший місяць — липень із середньою температурою 13,9 °C. Найхолодніший місяць — січень, із середньою температурою -9,6 °С.
| Клімат повіту Хуалун-Хуей | Клімат повіту Хуалун-Хуей | Клімат повіту Хуалун-Хуей | Клімат повіту Хуалун-Хуей | Клімат повіту Хуалун-Хуей | Клімат повіту Хуалун-Хуей | Клімат повіту Хуалун-Хуей | Клімат повіту Хуалун-Хуей | Клімат повіту Хуалун-Хуей | Клімат повіту Хуалун-Хуей | Клімат повіту Хуалун-Хуей | Клімат повіту Хуалун-Хуей | Клімат повіту Хуалун-Хуей | Клімат повіту Хуалун-Хуей |
| Показник                  | Січ.                      | Лют.                      | Бер.                      | Квіт.                     | Трав.                     | Черв.                     | Лип.                      | Серп.                     | Вер.                      | Жовт.                     | Лист.                     | Груд.                     | Рік                       |
| Середній максимум, °C     | −1,1                      | 1,5                       | 6                         | 11,5                      | 15,3                      | 18,1                      | 20,3                      | 19,6                      | 15,1                      | 10,1                      | 5,1                       | 0,4                       | 10,2                      |
| Середня температура, °C   | −9,6                      | −6,8                      | −1,7                      | 4                         | 8,6                       | 11,9                      | 13,9                      | 12,9                      | 8,7                       | 3,2                       | −3,1                      | −8                        | 2,8                       |
| Середній мінімум, °C      | −15,8                     | −13,1                     | −7,4                      | −1,9                      | 2,7                       | 6,4                       | 8,4                       | 7,4                       | 4,1                       | −1,3                      | −8,5                      | −13,9                     | −2,7                      |
| Норма опадів, мм          | 2.7                       | 3.9                       | 11.8                      | 24.4                      | 59.7                      | 71.1                      | 87.4                      | 88.4                      | 66.3                      | 28.5                      | 4.9                       | 2.1                       | 451.2                     |
| Вологість повітря, %      | 45                        | 49                        | 53                        | 54                        | 59                        | 65                        | 70                        | 73                        | 76                        | 71                        | 55                        | 47                        | 59.8                      |
| ------------------------- | ------------------------- | ------------------------- | ------------------------- | ------------------------- | ------------------------- | ------------------------- | ------------------------- | ------------------------- | ------------------------- | ------------------------- | ------------------------- | ------------------------- | ------------------------- |
| Джерело: data.cma.cn      |                           |                           |                           |                           |                           |                           |                           |                           |                           |                           |                           |                           |                           |